# 陳贊圖
陳贊圖，字彦奎，一字直斋，福建省福州府長樂縣人，清朝政治人物。進士出身。
同治九年举人，光緒二年（1876年），參加丙子恩科會試，得貢士。殿試登進士2甲第33名。同年五月（6月3日），著分六部學習。